# پورناسیو
پورناسیو (به ایتالیایی: Pornassio) یک کومونه در ایتالیا است که در استان ایمپریا واقع شده‌است.

## خصوصیات
پورناسیو ۲۷٫۷ کیلومترمربع مساحت و ۶۴۲ نفر جمعیت دارد.